# Seebuck
Con una altura de 1.448 m el Seebuck es la segunda cumbre más alta de la Selva Negra en Baden-Wurtemberg, Alemania, al este de Friburgo de Brisgovia. Está ubicado delante del Feldberg que es más alto. En su cumbre se encuentra un monumento dedicado a Bismarck que fue construido entre 1895 y 1896 e inaugurado el 4 de diciembre de 1896 como primer monumento a Bismarck en Baden. Hacia el este cae abruptamente hasta el lago Feldsee que es atravesado por el Seebach, un arroyo que nace en su ladera.